# Acosmerycoides
Acosmerycoides is een geslacht van vlinders uit de onderfamilie Macroglossinae van de familie pijlstaarten (Sphingidae).

## Soorten
- Acosmerycoides harterti (Rothschild, 1895)